# مصطفی رحیمی
مصطفی رحیمی (زادهٔ ۱۳۰۵ هـ. ش در نایین، اصفهان – درگذشتهٔ ۹ مرداد ۱۳۸۱ در تهران) روشن‌اندیش، حقوق‌دان، جامعه‌شناس، استاد دانشگاه، نویسنده و مترجم ایرانی بود.
شهرتش به‌ سبب نامه سرگشاده‌ای است با عنوان «چرا با جمهوری اسلامی مخالفم؟» که بیست‌وپنج دی ۱۳۵۷ کمی پیش‌از پیروزی انقلاب به روح‌الله خمینی نوشت.
او در آن نامه، از دموکراسی و جمهوریت، با توضیحات علمی دفاع جانانه‌ای کرد و هشدار داد که چگونه ممکن است که ایران به‌سادگی از دام دیکتاتوری سکولار برهد و به دام استبداد دینی بیفتد. رحیمی در آن مقاله معتقد بود که هرگونه پیشوند و پسوندی که به «جمهوری» افزوده‌شود، آن را از مفهوم و مسیرش خارج می‌کند و به بی‌راهه می‌کشاند.
رحیمی در دهه چهل شمسی با ترجمه‌هایی از سارتر، دوبوار، کامو، برشت و … در شناساندن مکاتب فلسفی و هنر و ادبیات غرب به فضای روشن‌فکری آن زمان کوشید. او دارای چند تألیف، به‌ویژه دربارهٔ جایگاه و نقش روشن‌فکر در اجتماع است.

## زندگی
مصطفی رحیمی ۱۳۰۵ هـ. ش در نایین زاده شد. تحصیلات ابتدایی را در همان شهر به‌پایان رساند و برای تحصیل در دوره اول دبیرستان به یزد رفت. دوره دوم دبیرستان را در دبیرستان ادب اصفهان گذراند و سپس به تهران رفت و در دانشکده حقوق دانشگاه تهران به ادامه تحصیل پرداخت. ۱۳۳۷، به فرانسه رفت و در دانشگاه سوربن دوره دکترای حقوق گذراند. در پاریس با افکار ژان پل سارتر آشنا شد. در بازگشت به تهران وارد دادگستری شد. در دهه ۴۰ شمسی، به ترجمه پرداخت، و مدتی در دانشگاه تهران، ادبیات غرب درس می‌داد.
اواخر دی ۱۳۵۷، روزنامهٔ آیندگان در شماره بیست‌وپنجم دی، نامه‌ای را به روح‌الله خمینی با امضای مصطفی رحیمی، دربارهٔ دلایل شخصی‌اش در مخالفت با مدل حکومتی «جمهوری اسلامی» منتشر کرد. عنوان نامه، «چرا با جمهوری اسلامی مخالفم» بود.
وی در آن نامه نوشته: «آن‌چنان‌که من می‌فهمم، جمهوری اسلامی یعنی آن‌که حاکمیت متعلق به روحانیون باشد.» این درحالی‌ست که در پیش‌نویس قانون اساسی که به امضا و تأیید سید روح‌الله خمینی رسید، ولایت فقیه نبود و در مجلس خبرگان به پیشنهاد سیدمحمد کیاوش، عبدالرحمن حیدری و حسن آیت به قانون اساسی افزوده‌شد.
به نظر مهرک کمالی، نامه مصطفی رحیمی به روح‌الله خمینی، هم درس‌نامه‌ای است برای انقلابیونی که در پی دموکراسی‌اند، هم شیوه‌نامه‌ای است برای انقلابیون ضددموکراسی تا بدانند باید از چه دوری کنند. به نظر کمالی، سرگذشت انقلاب‌های پیشین قرن بیستم به رحیمی نشان داده‌بود که روی‌گرداندن از دموکراسی و مقید کردنش به هر صفتی، سرانجام انقلاب را به شکست می‌کشاند و یک گروه را حاکم می‌کند. لحن نامهٔ مصطفی رحیمی فروتنانه است اما به اعتقاد مهرک کمالی او دارد اصول دموکراسی را - که معتقد است بسیاری از رهبران انقلاب بخت آموختنش نداشته‌اند - درس می‌دهد.
رحیمی بعدها در آستانه برگزاری همه‌پرسی قانون اساسی ایران کتاب «اصول حکومت جمهوری» را منتشر کرد که دربارهٔ اساس جمهوری به معنای مطلق آن بود.
رحیمی کتاب «مجازات اعدام»، اثر مارک آنسل، نوآور مکتب دفاع اجتماعی نوین، را به فارسی ترجمه کرده‌است.
رحیمی سه سال پس‌از نامه نوشتنش به روح‌الله خمینی در روزنامهٔ آیندگان، به‌دنبال نوشتن متنی با عنوان «عصرانه حکومت قانون» در ۱۳۶۰ بیش از سه ماه بازداشت شد. این متن امروزه در دسترس نیست و تنها گمانه‌هایی از محتوای آن هست.
گفته‌می‌شود که رحیمی، روزگاری در ادارهٔ حقوقی دادگستری، در اتاقی با ناصر کاتوزیان، مرتضی کلانتریان و محمدعلی اسلامی ندوشن، کار می‌کرده‌است.

## موضع‌گیری علیه فردید
به گفتهٔ عبدالحسین آذرنگ، که در جوانی با محفل احمد فردید ارتباط داشته‌است، مصطفی رحیمی او را به دور بودن از آن محفل توصیه کرده‌است. به گفتهٔ آذرنگ، رحیمی برای او از روابط پنهانی فردید و نزدیکانش با حکومت پهلوی و اعضای عالی‌رتبهٔ آن صحبت کرده و گفته که فردید حتی شماری از نزدیکانش را به ورود به جرگه‌های ماسونی، ساواک و دستگاه‌های دولتی ترغیب کرده‌است تا نفوذش را گسترش دهد. مصطفی رحیمی، احمد فردید را شیاد، دروغ‌گو، هتاک، مفتری و فرصت‌طلب می‌دانسته که اختیار ذهن و زبانش را از دست داده و بی‌حقیقت و دستاویز قدرت شده‌است.

## درگذشت
مصطفی رحیمی که تا مرگش، مورد کینه حکومت ایران بود، ۹ مرداد ۱۳۸۱ درگذشت و در قطعه هنرمندان بهشت زهرا در تهران به خاک سپرده‌شد. علت درگذشت وی، سقوط از پشت بام منزل اعلام شد که با توجه به سابقه مرگ‌های مشکوک از سوی دستگاه‌های امنیتی ایران در حذف مخالفان، مرگ او مشکوک و در هاله‌ای از ابهام است.

## آثار
شعر
- بهشت گمشده، ۱۳۲۸

داستان
- اتهام، ۱۳۵۷
- باید زندگی کرد ۱۳۵۶
- قصه‌های آن دنیا ۱۳۵۶

نمایشنامه
- آناهیتا، ۱۳۴۹
- تیاله، ۱۳۵۶
- دست بالای دست، ۱۳۵۷
- هملت، ۱۳۷۱

مجموعه مقالات
- یأس فلسفی، ۱۳۴۵
- نگاه، ۱۳۴۸
- نیم نگاه، ۱۳۴۹
- دیدگاه‌ها، ۱۳۵۲
- گام‌ها و آرمان‌ها، ۱۳۷۰
- آزادی و فرهنگ، ۱۳۷۴
- عبور از فرهنگ بازرگانی، ۱۳۷۴

بررسی و تحقیق
- قانون اساسی ایران و اصول دمکراسی، ۱۳۵۴
- اصول حکومت جمهوری، ۱۳۵۸
- تراژدی قدرت در شاهنامه، ۱۳۶۹
- حافظ اندیشه، ۱۳۷۱
- سیاوش بر آتش، ۱۳۷۱
- دربارهٔ ژان پل سارتر
- مارکس و سایه‌هایش (پس از مرگ وی منتشر شد)
- دمی با دشتی
- بابک خرمدین، ۱۳۹۳

ترجمه‌ها
- آنکه گفت آری، آنکه گفت نه ۱۳۳۸ برتولت برشت
- اگزیستانسیالیسم و اصالت بشر ۱۳۴۴، ژان پل سارتر
- هنرمند و زمان او ۱۳۴۵، کامو و دیگران
- ننه دلاور و فرزندان او ۱۳۴۵، برتولت برشت
- ادبیات چیست ۱۳۴۸، ژان پل سارتر (به همراه ابوالحسن نجفی)
- ارفه سیاه ۱۳۵۱، ژان پل سارتر
- نقد حکمت عامیانه ۱۳۵۴ سیمون دوبوار
- رسالت هنر، ۱۳۵۶، آلبر کامو و دیگران
- ادبیات و اندیشه ۱۳۵۶، سارتر و دیگران
- مجازات اعدام، ۱۳۵۶، مارک آنسل
- آنچه من هستم ۱۳۵۷، ژان پل سارتر
- کشتار عام ۱۳۵۷، ژان پل سارتر
- حقوق و جامعه‌شناسی، ۱۳۵۸، گزیده و ترجمه مقالات گورویچ و دیگران.
- تعهد اهل قلم، ۱۳۶۲، آلبر کامو
- دیالکتیک ۱۳۶۲، فولکیه
- پرولتاریا، تکنولوژی، آزادی ۱۳۶۳، آندره گرز
- بحران مارکسیسم ۱۳۷۰، کاری گروهی
- پروسترویکا و نتایج آن ۱۳۷۰، کاری گروهی
- جنگ خلیج فارس ۱۳۷۰، سالینجر/ لوران
- سخن پاز ۱۳۷۱، اکتاویو پاز
- چرا شوروی متلاشی شد ۱۳۷۳، کاری گروهی
- هملت، ویلیام شکسپیر، ۱۳۷۱.

## برگزیده نوشتار
صفحه ۲۳ کتاب حقوق و جامعه‌شناسی، ترجمه مصطفی رحیمی، چاپ انتشارات امیرکبیر، فروردین ۱۳۵۸:
در جوامع بدوی (primitive)، بزرگ‌ترین جرم، عملی است که ضد نظام ارزشهای سنتی یا طبقه حاکم باشد. این جوامع به شکل قبایل کهن اداره می‌شوند و فعالیت‌های افراد، بر اساس مقررات سخت سنتی و اعتقادی، شدیداً محدود شده‌است و نقض این مقررات به معنی به خطر انداختن نظام کلی مستقر است و درضمن باعث تضعیف حاکمان می‌شود که ریشه قدرتشان بر اساس آن سنت‌ها، شکل گرفته‌است؛ بنابراین مهم‌ترین جرم، نقض تابوهای اعتقادی و جنسی است. همچون رابطه جنسی غیرسنتی، جادوگری، مراسم آیینی و اعتقاد به هرگونه خرافه‌ای بجز خرافات رسمی، عامل اختلال در نظم مستقر محسوب می‌شوند و مجازات سنگین دارند. در این جوامع، جرم، منحصر به این موارد نیست ولی جرم‌های اصلی و مهم، همین امور است که ناقض نظم حاکم و نظام سیاسی مستقر است.
در اجتماعات پیشرفته، فرد از الزامات قبیله‌ای و سنتی، تاحدود زیادی رهایی یافته و برداشت جامعه از جرم‌های مهم، تغییر کرده‌است و بزرگ‌ترین گناه‌ها، مشابه جوامع بدوی نیست. در جوامع پیشرفته، بخاطر ایجاد مالکیت شخصی و حقوق فردی و مدنی، بزرگ‌ترین جرایم، نقض آزادی‌های افراد، خشونت و قتل است؛ و نیز جرایمی مثل کلاهبرداری، خیانت در امانت و دزدی مسوولین حکومتی از اموال عمومی که خسارات زیادی برای جامعه دارد. در جوامع پیشرفته، این جرایم، مجازات‌های بسیار شدیدی دارند، درحالیکه در جوامع بدوی، عموماً خشونت، قتل یا کلاهبرداری عمومی، نادیده گرفته می‌شوند.